# Rhizophydium utriculare
Rhizophydium utriculare är en svampart som beskrevs av Uebelm. 1956. Rhizophydium utriculare ingår i släktet Rhizophydium och familjen Rhizophydiaceae.   Inga underarter finns listade i Catalogue of Life.